# Londres (Catamarca)

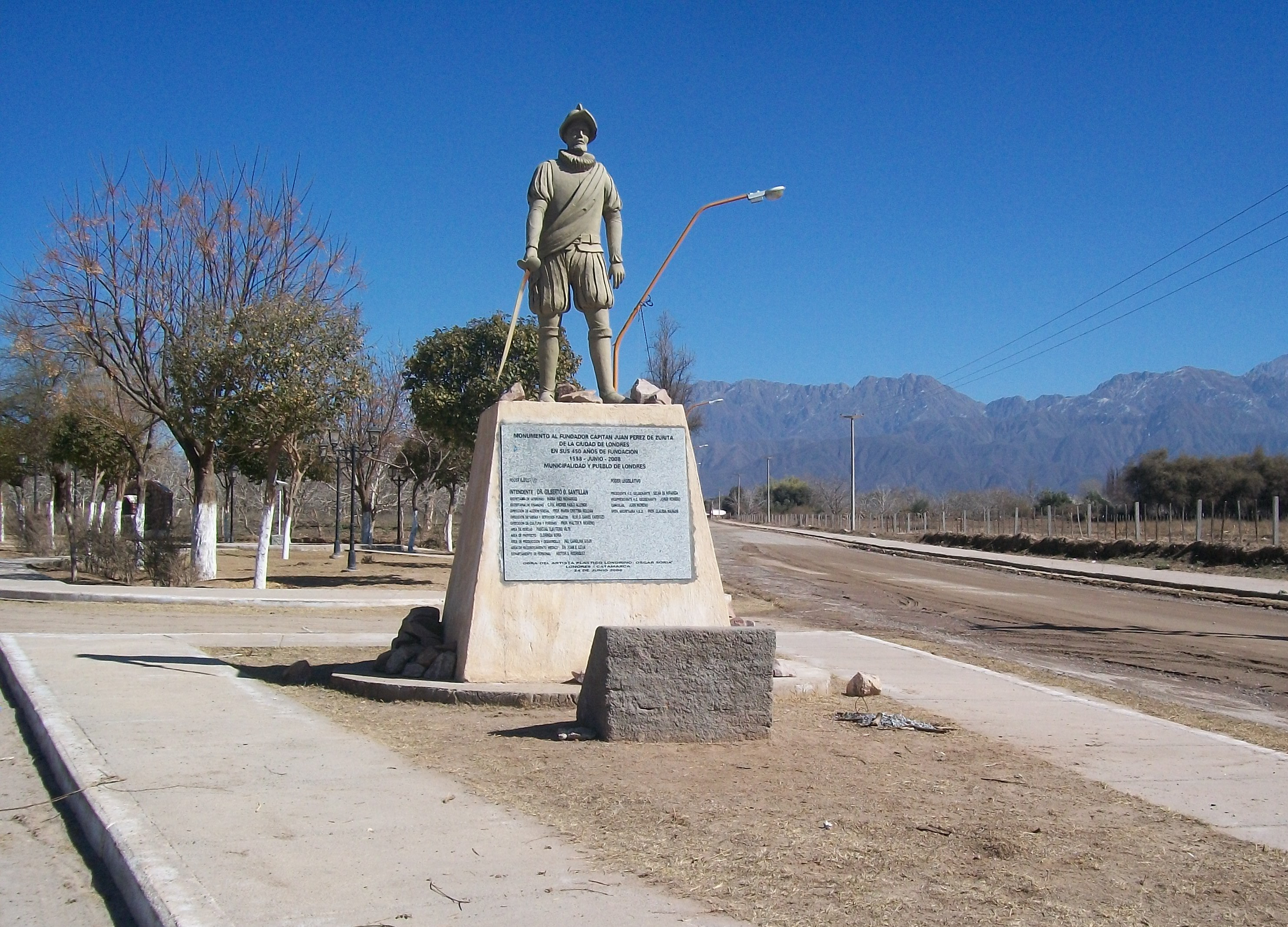
Monumento a Juan Perez de Zurita 450 anos após a fundação da cidade de Londres na atual província de Catamarca, Argentina.

Londres é um município da Argentina, localizada no departamento de Belén, província de Catamarca.